# Pycnarmon cribrata
Pycnarmon cribrata is een vlinder van de familie van de grasmotten (Crambidae). De wetenschappelijke naam van deze soort is voor het eerst voorgesteld als Phalaena cribrata door Johan Christian Fabricius in een publicatie uit 1794.

## Verspreiding
De soort komt voor in:
- het Afrotropisch gebied: Mali, Sierra Leone, Liberia, Congo-Kinshasa, Kenia, Tanzania, Zambia, Malawi, Mozambique, Zimbabwe, Zuid-Afrika, Eswatini en Madagaskar,
- het Oriëntaals gebied: India, Bhutan[1], Nepal[1], Sri Lanka, China, Taiwan en Indonesië (Sulawesi, Java),
- het Australaziatisch gebied: Australië[1].
- het Palearctisch gebied: Japan[2]

## Waardplanten
De rups leeft op:
- Lamiaceae
  - Coleus spec.
  - Ocimum tenuiflorum
  - Plectranthus parviflorus
  - Plectranthus scutellarioides
  - Salvia coccinea
  - Vitex altissima[3]
  - Vitex negundo[3]
- Primulaceae
  - Embelia tsjeriam-cottam